# Jolt (comics)
Jolt est une super-héroïne dans l'univers Marvel de la maison d'édition américaine Marvel Comics. Créé par le scénariste Kurt Busiek et le dessinateur Mark Bagley, le personnage de fiction apparaît pour la première fois dans le comic book Thunderbolts #1 en 1997. Sa véritable identité est Hallie Takahama. Elle est connue pour avoir été membre des Rédempteurs et des Thunderbolts. Jolt est actuellement membre des Jeunes Alliés, dans la réalité alternative de la Contre-Terre.

## Historique de publication
En 1997, le personnage de Hallie Takahama / Jolt apparaît dès le premier numéro de la série de comic books Thunderbolts où elle est membre de l'équipe éponyme. Elle est un personnage récurrent de la série jusqu'en 2003. Ses créateurs sont le scénariste Kurt Busiek et le dessinateur Mark Bagley. Durant ces six années, elle est présente dans d'autres comics mettant en scène l'équipe comme les one-shots Thunderbolts: Distant Rumblings ou Thunderbolts Annual de 1997.
En 2006, Jolt apparaît dans les numéros 81 et 82 de la série Exiles. Il faut attendre ensuite 2013 et 2014 pour retrouver le personnage dans les numéros 11 à 13 de la seconde série Young Avengers.
Le personnage a des articles dans le Official Handbook of the Marvel Universe: Women of Marvel de 2005, The Marvel Encyclopedia de 2006, le volume 6 du Official Handbook of the Marvel Universe A to Z de 2008.

## Biographie du personnage
Hallie Takahama est née à Ojai, en Californie, avant que ses parents ne partent vivre près de New York. Elle passe son adolescence à s'émerveiller des super-héros. Le jour de son quinzième anniversaire, des Sentinelles contrôlées par Onslaught attaquent la ville de New York. Ses parents périssent lors de ses événements. Pendant quelques semaines, la jeune fille vit dans les rues avec un groupe d'enfants. Ils sont par la suite enlevés par des mercenaires à la solde du savant Arnim Zola. Ce dernier réalise des expérimentations génétiques sur les enfants. Ces expériences transforment les enfants en monstres ou les tuent. Hallie Takama s'échappe et tente de joindre les Quatre Fantastiques.
Elle découvre que les héros s'étaient apparemment sacrifiés pour éliminer la menace Onslaught, et rencontre les Thunderbolts, un nouveau groupe de prétendus héros. Elle rejoint l'équipe et son caractère fait pencher la balance chez la plupart des autres membres, qui découvrent le bon côté d'être un héros,. Un jour, elle est mortellement blessée par Scourge, puis ramenée à la vie par Techno, sous une forme de pure électricité. Sa forme physique reste paralysée pendant une longue période, mais une thérapie lui rend sa mobilité. Elle quitte les Thunderbolts mais les rejoint lorsqu'ils tentent d'arrêter Opale, devenue folle à cause des énergies du Liberator qu'elle a absorbées.

## Pouvoirs et capacités
À l'origine, Jolt possède une agilité hyperkinétique qui la dote d'une vitesse accélérée et une puissance de saut phénoménale. Son métabolisme rend son champ bio-électrique très puissant, et un simple de ses contacts peut électrocuter. Depuis sa renaissance, à la manière du vengeur l'Éclair vivant, Jolt peut transformer son corps physique en électricité vivante, qui lui permet de voler à vitesse modérée et de projeter des arcs brûlants.

## Versions alternatives
En 1998, le personnage de Jolt apparaît dans l'histoire "What If... Starring Spiderman: Who Is She?" du numéro 105 de la série What If?. Ce comic book introduit un futur alternatif dans lequel Peter Parker, alias Spider-Man, et Mary Jane Watson ont une fille May "Mayday" Parker alias Spider-Girl. Ce comic book est le premier d'un ensemble de récits sur le même univers alternatif futuriste nommé Marvel Comics 2 souvent réduit à son acronyme MC2. On apprend dans A-Next #1, paru la même année, que Hallie Takahama est une ancienne membre des Vengeurs,.
Dans le one-shot Marvel Zombies: Dead Days de juillet 2007, les événements se situent dans l'univers alternatif de Marvel Zombies. Jolt et ses coéquipiers des Thunderbolts ont été zombifiés. Ils tentent sans succès d'infester Thor,. Dans le numéro 8 de la série Marvel Adventures: Iron Man, les événements se situent dans l'univers alternatif de Marvel Aventures. Jolt est une super-vilaine engagée par Justin Hammer pour affronter Iron Man.